# Rajmund Kupareo

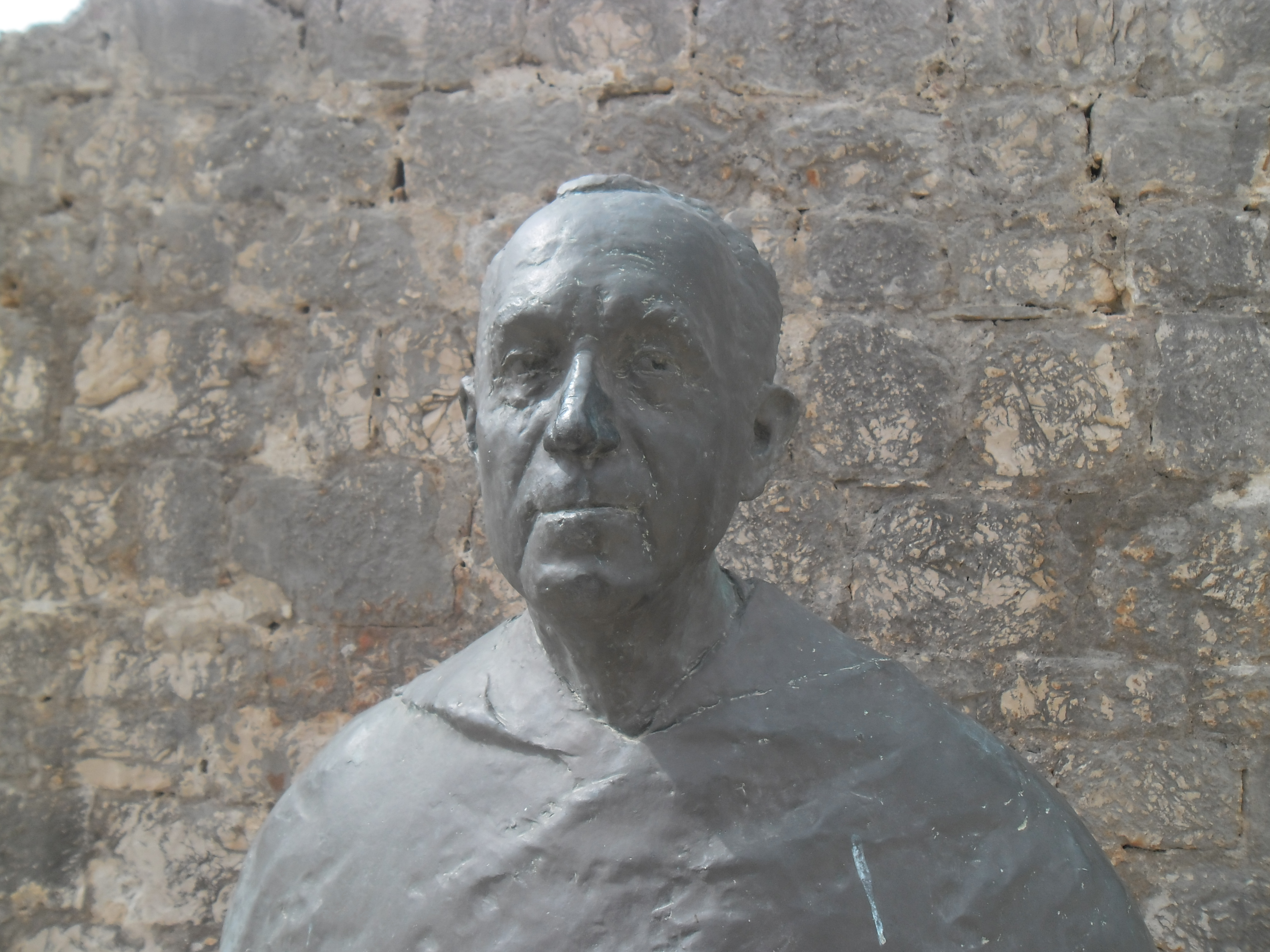

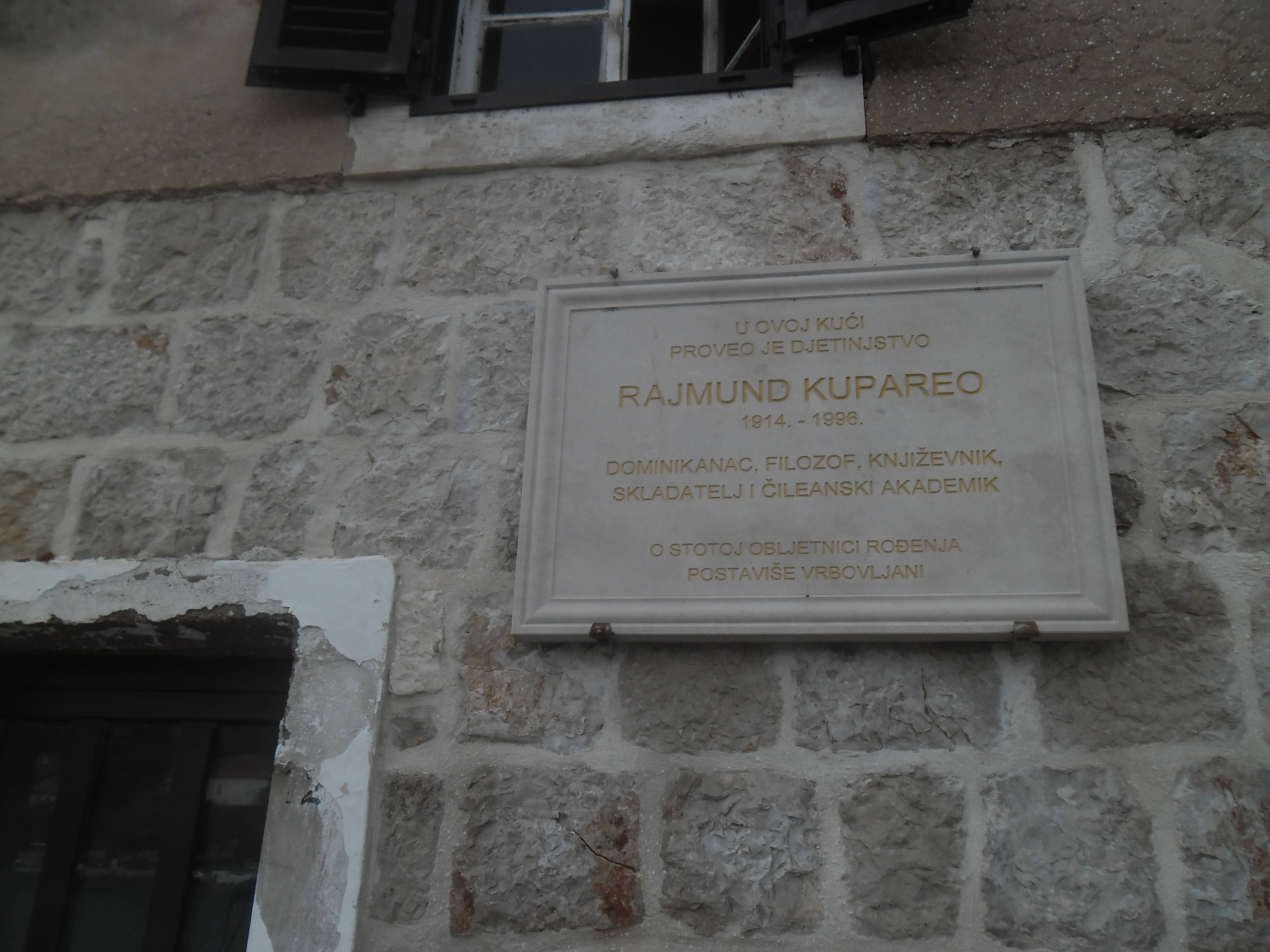

Rajmund Kupareo, getauft Luka, auf Kastilisch Raimundo Lucas Kupareo Beritic, auf Lateinisch fr. Raymundus Kupareo, O.P. (* 16. November 1914 in Vrboska, Insel Hvar; † 6. Juni 1996 in Zagreb) war ein gelehrter kroatischer Dichter, römisch-katholischer Priester, Ordensmann und Theologe, europäischer Humanist, exilkroatischer Philosoph, Ästhetiker, Schriftsteller, Dramatiker, Komponist und Emeritus der Päpstlichen Katholischen Universität von Chile.

## Lebenslauf
Kupareo entstammte einer Adelsfamilie und bildete sich zuerst in Makarska, Hvar, Jelsa, Bol und Dubrovnik. Danach studierte er Philosophie an der Philosophisch-Theologischen Hochschule der Dominikaner in Dubrovnik (1931–1933) und an der Philosophischen Fakultät der Kroatischen Universitäten in Zagreb (1941–1944), an der Katholischen Universität von Amerika (1960–1961), sowie Theologie in Dubrovnik (1933–1939), Olmütz (1947) und Santiago de Chile (1950–1951; Doktorarbeit Ars et moralis).
1930 trat er in Dubrovnik in den Dominikanerorden (Predigerbrüder) ein. Am 31. Oktober 1937 empfing Kupareo die Priesterweihe in Split.
Im Zweiten Weltkrieg war Kupareo Chefredakteur der Gospina krunica (Marien Rosenkranz), einer Monatszeitschrift in Zagreb. Er war auch Leiter des Dominikanischen Verlags Istina (Wahrheit).
Die Ankunft der kommunistischen Truppen im Frühjahr 1945 behinderte sein Projekt, alle Predigten und Reden von Alojzije Stepinac aus der Zeit von 1934 bis 1944 herauszugeben, in denen der Erzbischof Rassismus und Intoleranz aufs Schärfste verurteilt und Recht des kroatischen Volkes auf eigenen Staat hervorgehoben hatte.
Zwei Monate nachdem Stepinac zu 16 Jahren Haft verurteilt worden war, wurde Kupareo gezwungen, Kroatien am 2. Januar 1947 zu verlassen. Seine Heimat sah er erst am 10. Juni 1971 wieder. Kupareo nahm Zuflucht in der Tschechoslowakei und in den Niederlanden, lebte in Frankreich und Spanien. Im Jahre 1950 fand er letztendlich seinen Platz an den Hängen der Anden in Chile. Er verbrachte die produktivsten Jahre seines Lebens als Professor für Ästhetik und Axiologie in Santiago; zweimal war er Dekan der Fakultät für Philosophie und hatte auch das Amt des Vizerektors der Päpstlichen Katholischen Universität von Chile inne. Er war der Gründer des Instituts für Ästhetik und der Schule für Journalismus in Santiago sowie Initiator und Herausgeber mehrerer Publikationen (El mundo católico, Aisthesis und Anales de la Facultad de filosofia y ciencias de la educación). Als offizieller Vertreter seiner Universität reiste er durch Nord-, Mittel- und Südamerika, Europa und den Nahen Osten.
Ein Schlaganfall traf ihn am 14. Mai 1970 und zwang ihn, sich zurückzuziehen. Er kehrte in seine Heimat zurück, um zu sterben, konnte sich aber bis zu einem gewissen Grad erholen und führte ein zurückgezogenes und einfaches Leben im Dominikanerkloster in Zagreb. Trotz seines schwachen Zustands setzte er seine literarische und wissenschaftliche Arbeit fort. Im Jahr 1985 wurde er Mitglied der Academia chileana de la lengua des Instituto de Chile, der chilenischen Akademie für Wissenschaften und Künste. Nach dem demokratischen Wandel in Kroatien wurde er schließlich Mitglied des Kroatischen Schriftstellerverbandes. Noch davor war er auch Mitglied der Matica hrvatska und der Amerikanischen Gesellschaft für Ästhetik. Einige der höchsten kroatischen und chilenischen Auszeichnungen wurden ihm gegen Ende seines Lebens und posthum verliehen.
Er wurde auf dem Mirogoj-Friedhof in Zagreb (RKT, 27-I-188) beigesetzt.

## Werke (Auswahl)
Zu Lebzeiten veröffentlichte Rajmund Kupareo 25 verschiedene Bücher: neun Bände zur Ästhetik (auf Lateinisch, Kastilisch und Kroatisch) und 14 Bücher mit Gedichten, Romanen, Kurzgeschichten und Theaterstücken (auf Kroatisch, Tschechisch und Kastilisch). 

### Dichtung
Seine Dichtung ist in der Anthologie Svjetloznak (Lichtzeichen) 1994 gesammelt. Nach seinem Tod wurden zwei weitere Gedichte in Manuskriptform gefunden und am 6. Juni 1998 in der Tageszeitung Vjesnik veröffentlicht.
In Svjetloznak gibt es 258 Gedichte zu verschiedenen Themen – von Gedichten, die von seiner geliebten Heimat und Landschaftsbilder inspiriert sind, über die Geburt Christi, Weihnachtsgedichte, fastenzeitliche Elegien, Osterhymnen, Gedichte in der Nachfolge von Jesus und Maria bis hin zu hebräischen Psalmen. Jesus in Kupareo's Poesie ist jederzeit in der Nähe von Menschen, sondern immer bleibt Gott, genau wie der gekreuzigte Christus in den Fresken von Fra Angelico. Bruder Rajmund bleibt der dominikanischen Tradition treu, die den Dichter aus Nazareth immer in Form von Gott (sub specie Dei) betrachtet hat.
In der kroatischen Literatur steht als einzigartig Dichter von Weihnachten und Karfreitag, sowie ein leistungsfähiges Patriotismus, aber nicht protzig. Tief inspiriert vom Christentum, war ein Mann  ständig eher selbst, gekennzeichnet durch einen starken Glauben und unerschütterliche Liebe zu seiner Heimat. Seine Gedichte werden zunächst auf Deutsch veröffentlicht im Buch Ich möchte Mauern durchschreiten. Gebete osteuropäischer Christen, Hrsg. Rudolf Bohren, Freiburg im Breisgau : Herder, 1985.
- Kupareov psaltir[6], Kupareo's Psalter
- Kupareove božićnice[7], Kupareo's Weihnachtsliedern
- Einige Gedichte übersetzt ins Englische[8]
- Einige Gedichte übersetzt ins Italienische[9]
- Einige Gedichte übersetzt ins Kastilische[10]
- Einige Gedichte übersetzt ins Deutsche
- Einige Gedichte übersetzt ins Tschechische

### Ästhetik
Die Sammlung seiner Abhandlungen über die Ästhetik umfasst:
- Ars et moralis (Die Kunst und Moral, Santiago de Chile, 1951),
- El valor del arte: Axiología estética (Der Wert der Kunst: ästhetische Axiologie, Santiago, 1964),
- Creationes humanas 1. La Poesía (Menschliche Schöpfungen 1. Die Dichtung, Santiago, 1965),
- Creationes humanas 2. El Drama (Menschliche Schöpfungen 2. Das Drama, Santiago, 1966),
- Evolucion de las formas novelescas (Die Evolution der Erzählformen, Santiago, 1967),
- El tiempo y el espacio novelescos (Zeit und Erzählraum, Santiago, 1968),
- Umjetnik i zagonetka života (Der Künstler und das Rätsel des Lebens, Zagreb, 1982),
- Govor umjetnosti (Sprache der Kunst, Zagreb, 1987) ,
- Čovjek i umjetnost (Der Mann und die Kunst, Zagreb, 1993) und
- Um i umjetnost (Vernunft und Kunst, Zagreb, 2007).

Alle seine Studien über die Ästhetik sind nicht in diesen Büchern enthalten, sondern blieben einige nur in Zeitschriften.
Er schrieb über das Wesen des künstlerischen Schaffens und er versucht, die scholastische, insbesondere thomistischen Lernens über die Schönheit mit modernen ästhetischen Lehren zu harmonisieren. Bei der Ausarbeitung der Ästhetik als ethisches System zur Verbesserung der Wahrnehmung, sucht er ästhetische Maß, Geschmack und Ausgewogenheit herzustellen. Er gründete seinen axiologischen Realismus auf den ontologischen Realismus, wonach „es gibt kein Wesen ohne Wert aller Wesen“. So hält er, dass die subjektive ästhetische Erfahrung, die von der Ebene der Kultur der Wahrnehmung und Urteil konditioniert wird, vernichtet nicht den objektiven Wert eines Werkes. Im Hinblick auf die Beziehung zwischen Kunst und Moral, und zwischen Kunst und Religion, betont er die Selbständigkeit eines Kunstwerks und, Einspruch gegen Ästhetizismus, Lartpourlartism und Moralismus, er definiert das Kunst als „die Verkörperung der menschlichen Ideen im speziellen Symbol“ und einer der landschaftlich schönsten und edelsten Manifestationen des menschlichen Geistes.

### Prosawerke
Seine Prosawerke sind: U Morskoj kući (Im Meereshaus: Ein Roman über das moderne Leben, 1939), Jedinac (Der einzige Sohn, 1942), Baraban (Ein Roman von der Insel Hvar, 1943), Sunovrati (Narcissus, 1960), Balada iz Magallanesa (Die Ballade von Magallanes, 1978), Čežnja za zavičajem (Sehnsucht nach der Heimat, 1989), Patka priča (Erzählungen von einer Ente: Erinnerungen eines Immigranten, 1994) und Izabrana djela (Ausgewählte Werke, 2005). Alle seine Erzählungen fahren von Realität ab und enthalten autobiographische Elemente.
Zu seinen Werken zählen auch zwei Kinderspiele – Magnificat und Sliepo srdce (Das blinde Herz, Zagreb, 1944) und drei heiligen Darstellungen – Muka Kristova (Passion Christi: heiliges Gedicht der fünf Geheimnisse, Madrid, 1948), Uskrsnuće (Die Auferstehung, 1983) und Porođenje (Die Geburt Christi, 1984) – die letzten drei Werke wurden unter dem Titel Prebivao je medju nama (Er lebte unter uns, Zagreb, 1985) zusammen veröffentlicht.

## Auszeichnungen
Er ist Träger des Ordens des kroatischen Morgensterns mit dem Bildnis des Marko Marulić, mit dem ihn der kroatische Präsident Franjo Tudjman am 30. April 1996 für besondere Verdienste im Bereich der Kultur ausgezeichnet hat.
Im selben Jahr wurde ihm auch die kroatische Staatsauszeichnung Vladimir Nazor für sein Lebenswerk auf dem Gebiet der Literatur verliehen.
Einige seiner Gedichte wurden ins Deutsche übersetzt.